# Contea di Xinhe (Xinjiang)
La contea di Xinhe (新和县S, Xīnhé XiànP) è una contea della Cina, situata nella regione autonoma di Xinjiang e amministrata dalla prefettura di Aksu.